# صبرينة لطرش
صبرينة لطرش (ولدت في 30 يوليو 1993) هي لاعبة شطرنج جزائرية.

## البطولات
حصلت على لقب أستاذ دولي نسوي (WIM) منذ عام 2011.
- فازت بالبطولة الأفريقية تحت 16 سنة في جنوب إفريقيا عام 2009.
- كانت جزءًا من الفريق الجزائري الذي فاز بالميدالية الذهبية للفرق في دورة الألعاب العربية 2011 في قطر.
- فازت البطولة العربية للشطرنج للسيدات عامي 2014 و 2016، وبطولة الشطرنج الخاطف للسيدات في البطولة العربية للشطرنج 2018.
- فازت ببطولة الجزائر للشطرنج للسيدات خمس مرات: في 2011 وأربع مرات متتالية من 2015 إلى 2018.
- مثلت الجزائر في سبع أولمبيادات للشطرنج من 2006 إلى 2018.
- فازت بميدالية ذهبية على الطاولة الثانية في الشطرنج في دورة الألعاب الأفريقية 2011، وكانت جزءًا من الفريق الجزائري الذي فاز بالميدالية الفضية للفرق.
- لعبت في بطولة العالم للشطرنج للسيدات 2017 وتأهلت لـ بطولة العالم للشطرنج للسيدات 2021.

## وصلات خارجية
- تقرير عن دورة الألعاب الأفريقية 2011

1. ↑  FIDE Ratings and Statistics (بالإنجليزية), QID:Q27038151